# Гипасписты

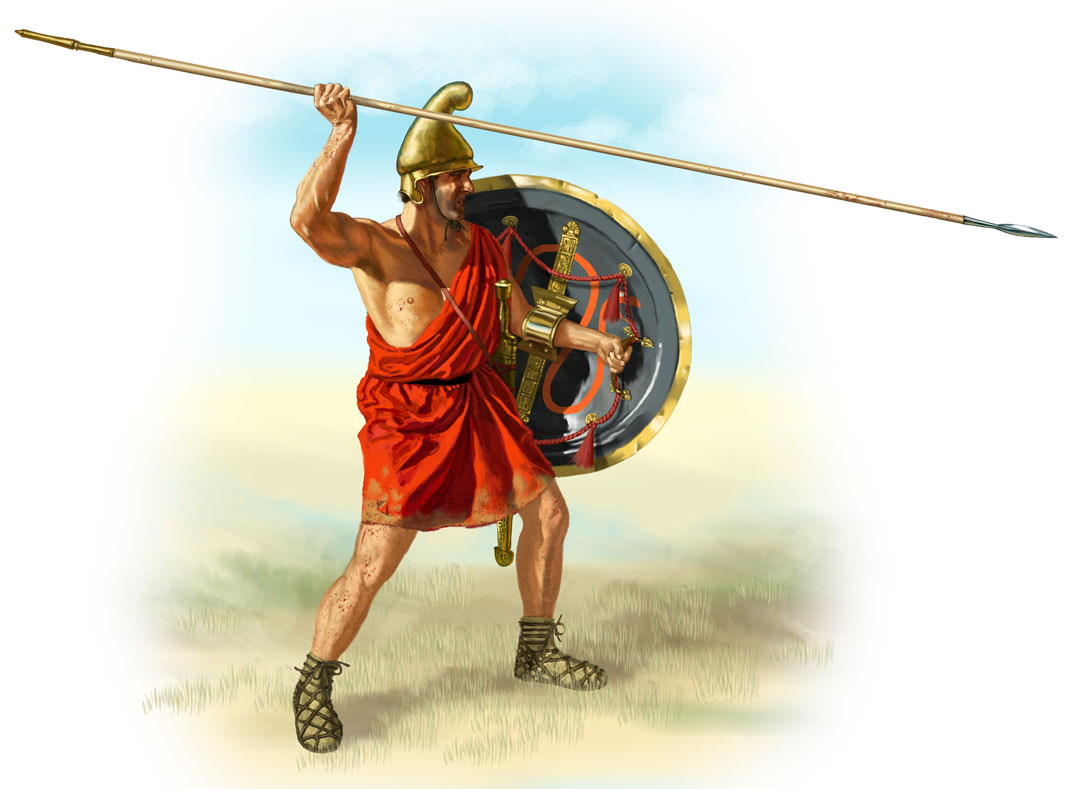
Гипаспист

Гипасписты (др.-греч. Ὑπασπιστές — «щитоносцы») вспомогательные войска в македонской армии Филиппа Второго и Александра Великого. Наследники идеи фиванских гамиппов. Гипасписты были организованы в хилиархии — «тысячи». Всего было 3 или 6 тысяч гипаспистов (3 или 6 хилиархий). Ранее в архаический и классический периоды — слуги и рабы воинов, в основном, гоплитов, число которых в походе у спартанцев доходило до семи (Геродот) на одного спартиата и которых иногда в бою строили отдельными отрядами легковооруженных (Ксенофонт).

## История

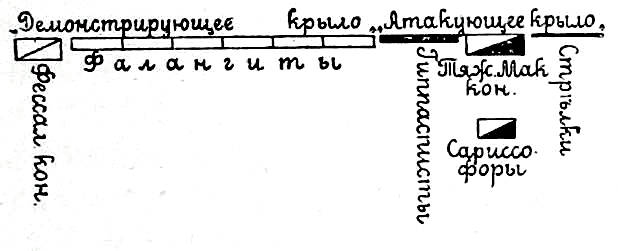
Македонский боевой порядок 1.
Рисунок из статьи «История военного искусства»
(«Военная энциклопедия Сытина»; 1913 год)

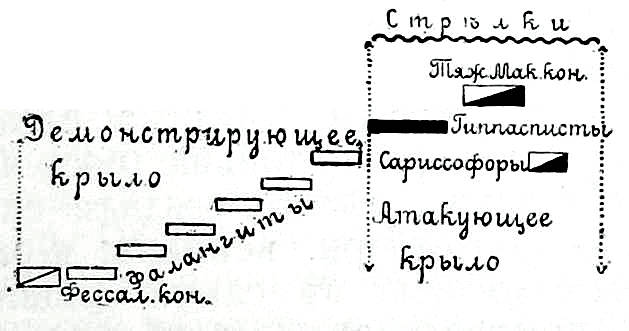
Македонский боевой порядок 2.
Рисунок из статьи «История военного искусства»
(«Военная энциклопедия Сытина»; 1913 год)

Одно из ранних наименований гипаспистов — «щитоносцы гетайров», из чего можно сделать вывод, что весь корпус гипаспистов первоначально был сформирован из пеших оруженосцев (щитоносцев) царских спутников-гетайров.
Основой боевого применения Александром отборного корпуса гипаспистов стало теснейшее взаимодействие гипаспистов с гетайрами (явное развитие Филиппом идеи Эпаминонда применения беотийских пеших гамиппов и фиванской конницы в составе смешанных конно-пехотных отрядов. Гамиппы шли в бой, держась за гривы или за хвосты коней).
Вооружение гипаспистов: ударная пика-сариса, гоплитское копьё или дротики, ксифос, шлем, щит аспис, панцирь (Сполас), книмиды-поножи.

## Элитные подразделения
Аргираспиды — «сереброщитные» — элитное подразделение гипаспистов в составе царской Агемы, которые за отличия в сражениях получили от Александра Македонского знак отличия — посеребренные щиты. После смерти Александра они служили у Евмена, потом у Антигона Одноглазого, который расформировал это подразделение. Позднее император Александр Север организовал подобный отряд, отборной части которого дал даже щиты из золота; за что их называли хризоаспиды.

## В армии Византийской Империи
В византийской армии времен Юстиниана также были ипасписты (гипасписты) или букелларии — личные дружины полководцев, отличавшиеся отличным вооружением, выучкой и умением биться верхом и пешими, в строю и в одиночку. Офицеры частей назывались копьеносцами-дорифорами, а рядовые — щитоносцами.